# Llista d'asteroides/200201-200300
| Nom      | Designació provisional | Data de descobriment   | Lloc de descobriment | Descobridor/s |
| -------- | ---------------------- | ---------------------- | -------------------- | ------------- |
| 200201 - | 1999 RY250             | 5 de setembre de 1999  | Kitt Peak            | Spacewatch    |
| 200202 - | 1999 RZ251             | 7 de setembre de 1999  | Catalina             | CSS           |
| 200203 - | 1999 SJ15              | 30 de setembre de 1999 | Catalina             | CSS           |
| 200204 - | 1999 TX4               | 2 d'octubre de 1999    | Kleť                 | Kleť          |
| 200205 - | 1999 TC28              | 3 d'octubre de 1999    | Socorro              | LINEAR        |
| 200206 - | 1999 TS61              | 7 d'octubre de 1999    | Kitt Peak            | Spacewatch    |
| 200207 - | 1999 TP87              | 15 d'octubre de 1999   | Kitt Peak            | Spacewatch    |
| 200208 - | 1999 TJ99              | 2 d'octubre de 1999    | Socorro              | LINEAR        |
| 200209 - | 1999 TQ111             | 4 d'octubre de 1999    | Socorro              | LINEAR        |
| 200210 - | 1999 TE121             | 4 d'octubre de 1999    | Socorro              | LINEAR        |
| 200211 - | 1999 TK144             | 7 d'octubre de 1999    | Socorro              | LINEAR        |
| 200212 - | 1999 TE152             | 7 d'octubre de 1999    | Socorro              | LINEAR        |
| 200213 - | 1999 TH169             | 10 d'octubre de 1999   | Socorro              | LINEAR        |
| 200214 - | 1999 TX169             | 10 d'octubre de 1999   | Socorro              | LINEAR        |
| 200215 - | 1999 TX178             | 10 d'octubre de 1999   | Socorro              | LINEAR        |
| 200216 - | 1999 TW184             | 12 d'octubre de 1999   | Socorro              | LINEAR        |
| 200217 - | 1999 TF200             | 12 d'octubre de 1999   | Socorro              | LINEAR        |
| 200218 - | 1999 TU211             | 15 d'octubre de 1999   | Socorro              | LINEAR        |
| 200219 - | 1999 TF220             | 1 d'octubre de 1999    | Catalina             | CSS           |
| 200220 - | 1999 TC225             | 2 d'octubre de 1999    | Kitt Peak            | Spacewatch    |
| 200221 - | 1999 TB229             | 4 d'octubre de 1999    | Kitt Peak            | Spacewatch    |
| 200222 - | 1999 TB266             | 3 d'octubre de 1999    | Socorro              | LINEAR        |
| 200223 - | 1999 TD270             | 3 d'octubre de 1999    | Socorro              | LINEAR        |
| 200224 - | 1999 TO274             | 6 d'octubre de 1999    | Socorro              | LINEAR        |
| 200225 - | 1999 TJ291             | 10 d'octubre de 1999   | Socorro              | LINEAR        |
| 200226 - | 1999 UO18              | 30 d'octubre de 1999   | Kitt Peak            | Spacewatch    |
| 200227 - | 1999 UU20              | 31 d'octubre de 1999   | Kitt Peak            | Spacewatch    |
| 200228 - | 1999 UY20              | 31 d'octubre de 1999   | Kitt Peak            | Spacewatch    |
| 200229 - | 1999 UU28              | 31 d'octubre de 1999   | Kitt Peak            | Spacewatch    |
| 200230 - | 1999 UE37              | 16 d'octubre de 1999   | Kitt Peak            | Spacewatch    |
| 200231 - | 1999 UF37              | 16 d'octubre de 1999   | Kitt Peak            | Spacewatch    |
| 200232 - | 1999 UG51              | 31 d'octubre de 1999   | Catalina             | CSS           |
| 200233 - | 1999 VV2               | 4 de novembre de 1999  | Bergisch Gladbach    | W. Bickel     |
| 200234 - | 1999 VN8               | 4 de novembre de 1999  | Kuma Kogen           | A. Nakamura   |
| 200235 - | 1999 VK17              | 2 de novembre de 1999  | Kitt Peak            | Spacewatch    |
| 200236 - | 1999 VW30              | 3 de novembre de 1999  | Socorro              | LINEAR        |
| 200237 - | 1999 VT51              | 3 de novembre de 1999  | Socorro              | LINEAR        |
| 200238 - | 1999 VA55              | 4 de novembre de 1999  | Socorro              | LINEAR        |
| 200239 - | 1999 VM76              | 5 de novembre de 1999  | Kitt Peak            | Spacewatch    |
| 200240 - | 1999 VS82              | 1 de novembre de 1999  | Kitt Peak            | Spacewatch    |
| 200241 - | 1999 VY97              | 9 de novembre de 1999  | Socorro              | LINEAR        |
| 200242 - | 1999 VB114             | 9 de novembre de 1999  | Catalina             | CSS           |
| 200243 - | 1999 VU116             | 5 de novembre de 1999  | Kitt Peak            | Spacewatch    |
| 200244 - | 1999 VL119             | 3 de novembre de 1999  | Kitt Peak            | Spacewatch    |
| 200245 - | 1999 VM120             | 4 de novembre de 1999  | Kitt Peak            | Spacewatch    |
| 200246 - | 1999 VK125             | 6 de novembre de 1999  | Kitt Peak            | Spacewatch    |
| 200247 - | 1999 VJ130             | 12 de novembre de 1999 | Kitt Peak            | Spacewatch    |
| 200248 - | 1999 VY137             | 13 de novembre de 1999 | Socorro              | LINEAR        |
| 200249 - | 1999 VS138             | 9 de novembre de 1999  | Kitt Peak            | Spacewatch    |
| 200250 - | 1999 VV148             | 14 de novembre de 1999 | Socorro              | LINEAR        |
| 200251 - | 1999 VM152             | 10 de novembre de 1999 | Kitt Peak            | Spacewatch    |
| 200252 - | 1999 VW153             | 15 de novembre de 1999 | Kitt Peak            | Spacewatch    |
| 200253 - | 1999 VN184             | 15 de novembre de 1999 | Socorro              | LINEAR        |
| 200254 - | 1999 VM190             | 15 de novembre de 1999 | Socorro              | LINEAR        |
| 200255 - | 1999 VT204             | 10 de novembre de 1999 | Kitt Peak            | M. W. Buie    |
| 200256 - | 1999 VQ225             | 5 de novembre de 1999  | Socorro              | LINEAR        |
| 200257 - | 1999 VP226             | 2 de novembre de 1999  | Catalina             | CSS           |
| 200258 - | 1999 VF231             | 5 de novembre de 1999  | Socorro              | LINEAR        |
| 200259 - | 1999 WC14              | 28 de novembre de 1999 | Kitt Peak            | Spacewatch    |
| 200260 - | 1999 WW18              | 30 de novembre de 1999 | Kitt Peak            | Spacewatch    |
| 200261 - | 1999 XR                | 2 de desembre de 1999  | Kitt Peak            | Spacewatch    |
| 200262 - | 1999 XO46              | 7 de desembre de 1999  | Socorro              | LINEAR        |
| 200263 - | 1999 XR47              | 7 de desembre de 1999  | Socorro              | LINEAR        |
| 200264 - | 1999 XG48              | 7 de desembre de 1999  | Socorro              | LINEAR        |
| 200265 - | 1999 XQ54              | 7 de desembre de 1999  | Socorro              | LINEAR        |
| 200266 - | 1999 XG72              | 7 de desembre de 1999  | Socorro              | LINEAR        |
| 200267 - | 1999 XG109             | 4 de desembre de 1999  | Catalina             | CSS           |
| 200268 - | 1999 XJ110             | 4 de desembre de 1999  | Catalina             | CSS           |
| 200269 - | 1999 XO110             | 5 de desembre de 1999  | Catalina             | CSS           |
| 200270 - | 1999 XX110             | 5 de desembre de 1999  | Catalina             | CSS           |
| 200271 - | 1999 XA125             | 7 de desembre de 1999  | Catalina             | CSS           |
| 200272 - | 1999 XA127             | 7 de desembre de 1999  | Catalina             | CSS           |
| 200273 - | 1999 XK187             | 12 de desembre de 1999 | Socorro              | LINEAR        |
| 200274 - | 1999 XW207             | 12 de desembre de 1999 | Socorro              | LINEAR        |
| 200275 - | 1999 XZ209             | 13 de desembre de 1999 | Socorro              | LINEAR        |
| 200276 - | 1999 XF216             | 13 de desembre de 1999 | Kitt Peak            | Spacewatch    |
| 200277 - | 1999 XY217             | 13 de desembre de 1999 | Kitt Peak            | Spacewatch    |
| 200278 - | 1999 XZ218             | 15 de desembre de 1999 | Kitt Peak            | Spacewatch    |
| 200279 - | 1999 XC237             | 5 de desembre de 1999  | Kitt Peak            | Spacewatch    |
| 200280 - | 1999 XF244             | 3 de desembre de 1999  | Socorro              | LINEAR        |
| 200281 - | 1999 XF252             | 9 de desembre de 1999  | Kitt Peak            | Spacewatch    |
| 200282 - | 1999 YB5               | 28 de desembre de 1999 | Prescott             | P. G. Comba   |
| 200283 - | 1999 YG10              | 27 de desembre de 1999 | Kitt Peak            | Spacewatch    |
| 200284 - | 1999 YE12              | 27 de desembre de 1999 | Kitt Peak            | Spacewatch    |
| 200285 - | 1999 YF12              | 27 de desembre de 1999 | Kitt Peak            | Spacewatch    |
| 200286 - | 2000 AY49              | 2 de gener de 2000     | Višnjan Observatory  | K. Korlević   |
| 200287 - | 2000 AW50              | 6 de gener de 2000     | Olathe               | Olathe        |
| 200288 - | 2000 AZ61              | 4 de gener de 2000     | Socorro              | LINEAR        |
| 200289 - | 2000 AT80              | 5 de gener de 2000     | Socorro              | LINEAR        |
| 200290 - | 2000 AD108             | 5 de gener de 2000     | Socorro              | LINEAR        |
| 200291 - | 2000 AW108             | 5 de gener de 2000     | Socorro              | LINEAR        |
| 200292 - | 2000 AY115             | 5 de gener de 2000     | Socorro              | LINEAR        |
| 200293 - | 2000 AG181             | 7 de gener de 2000     | Socorro              | LINEAR        |
| 200294 - | 2000 AT205             | 15 de gener de 2000    | Višnjan Observatory  | K. Korlević   |
| 200295 - | 2000 AT213             | 6 de gener de 2000     | Kitt Peak            | Spacewatch    |
| 200296 - | 2000 AV218             | 8 de gener de 2000     | Kitt Peak            | Spacewatch    |
| 200297 - | 2000 AC219             | 8 de gener de 2000     | Kitt Peak            | Spacewatch    |
| 200298 - | 2000 AS229             | 3 de gener de 2000     | Socorro              | LINEAR        |
| 200299 - | 2000 AY233             | 5 de gener de 2000     | Socorro              | LINEAR        |
| 200300 - | 2000 BK14              | 28 de gener de 2000    | Oizumi               | T. Kobayashi  |